# Cecropia multiflora
Cecropia multiflora es una especie de planta con flor en la familia Cecropiaceae. 
Es endémica del Perú. 

## Fuente
- World Conservation Monitoring Centre 1998. Cecropia multiflora. 2006 IUCN Lista Roja de Especies Amenazadas; bajado 21 de agosto de 2007